# Félicien de Saulcy

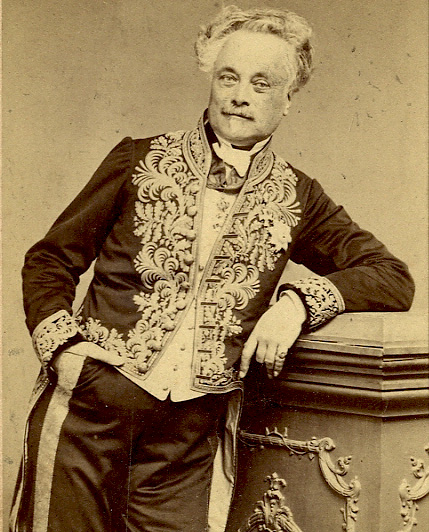
Félicien de Saulcy.

Louis Félicien Joseph Caignart de Saulcy, también conocido como Félicien o Félix de Saulcy (Lille, 19 de marzo de 1807 - París, 4 de noviembre de 1880), fue un arqueólogo francés del siglo XIX, considerado uno de los fundadores de la arqueología bíblica, y coetáneo y amigo de Prosper Mérimée.

## Formación
Inició sus estudios en ciencias naturales y entomología, para después optar por la carrera militar, vocación tradicional de su familia, de origen aristrocrático y oriunda de Grenoble. De esta forma, ingresó en la Escuela Aplicada de Artillería e Ingeniería de Metz, siendo destinado en 1830 a Dieulouard, en Meurthe y Mosela, donde comenzó su vocación como arqueólogo al explorar un cercano yacimiento romano. En 1832 se licenció en la Academia de Metz, obteniendo poco tiempo después el puesto de profesor de Mecánica en la Escuela de Ingeniería de Metz.
No obstante, De Saulcy pronto se centraría en la numismática, publicando en 1835 sus Investigaciones sobre las monedas de los obispos de Metz, obra que fue reconocida por la Academia de las inscripciones y lenguas antiguas, y que le brindaría la oportunidad de estudiar las colecciones personales de monedas bizantinas que M. Soleirol puso a su disposición. Resultado de estas investigaciones fue la publicación en 1836 de su Ensayo de clasificación de las series monetarias bizantinas. Años más tarde sería designado miembro de la Academia de las inscripciones y lenguas antiguas, sustituyendo al fallecido Théodore Mionnet, quien lo había recomendado como su sucesor, y donde desarrollaría su interés por las escrituras cuneiformes, el demótico y el celtíbero.

## Primeros viajes
Afincado en París, fue nombrado conservador del Museo de artillería, prosiguiendo sus investigaciones y publicando en 1840 un Ensayo de clasificación de las monedas autonómicas de España, que le llevó a interesarse por las lenguas antiguas de Oriente Próximo. Así, en 1845 emprendió un viaje por el Mediterráneo que le llevó a las actuales Italia, Grecia, Turquía y Egipto, fruto del cual serían sus Investigaciones sobre la escritura cuneiforme asiria y el artículo De la historia y el estado actual de los estudios fenicios, publicado en 1846 en la Revue des deux mondes.

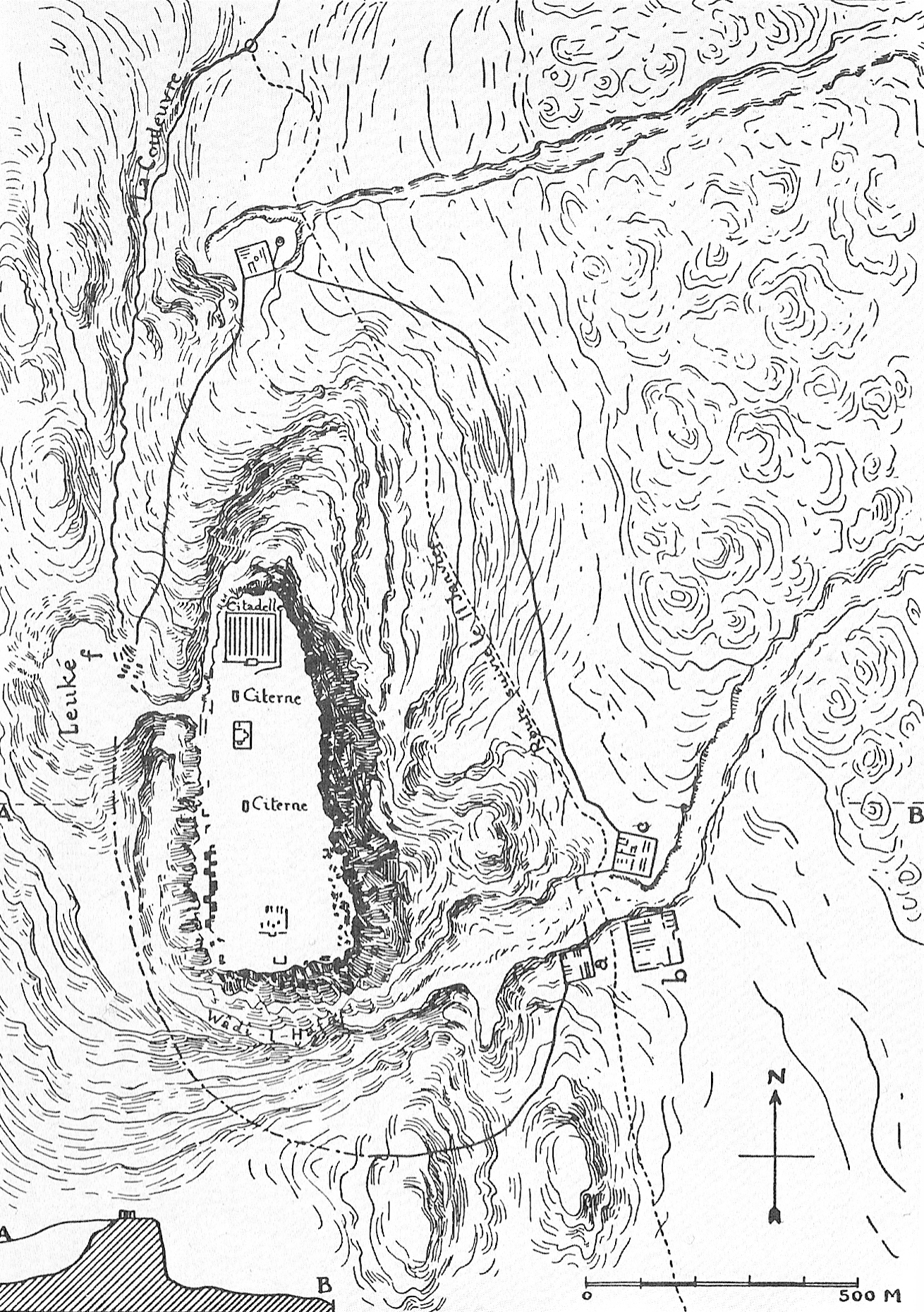
Plano de Masada dibujado por De Saulcy.

A comienzos de 1850 realizó un nuevo viaje, junto con Édouard Delessert, que le llevó hasta Palestina y Jerusalén, donde inició y documentó una serie de excavaciones al norte de la ciudad, en la zona de cuevas conocida como las Tumbas de los Reyes, atribuyendo erróneamente las sepulturas a David y Salomón, ya que en verdad datan del siglo I. En enero de 1851 visitó Masada, trazando el primer plano contemporáneo de esta fortaleza judía y del sistema de fortificaciones romano, identificando el agger romano y localizando restos de mosaicos en una edificación bizantina, aunque erró al situar el Camino de la Serpiente (así referido por Flavio Josefo en La guerra de los judíos) en la ladera septentrional.
Posteriormente viajaría a Galilea y al Líbano, permaneciendo del 16 al 18 de mayo en Baalbek, donde atribuyó a la Gran Terraza un origen prerromano, al comparar las dimensiones de la plataforma con las de los templos superpuestos de la etapa romana, que señalaban una fase constructiva anterior y diferente. Tras recorrer Siria, el mar Muerto y la Pentápolis bíblica regresó a Europa, publicando en 1853 su Viaje en torno al mar Muerto y a las Tierras bíblicas, que causó una oleada de escepticismo en el mundo académico respecto a la riqueza de los restos arqueológicos que documentó en esta obra. Tal fue la polémica suscitada que el fotógrafo Auguste Salzmann pasó seis meses en Palestina fotografiando los restos monumentales descritos por De Saulcy, confirmando así sus aseveraciones, en lo que sería una de las primeras aplicaciones de las técnicas fotográficas a la arqueología.
Su amistad con Napoleón III tras el advenimiento del Segundo imperio francés benefició a De Saulcy, siendo nombrado senador en noviembre de 1859 y ocupando las presidencias de la Comisión del Corpus de Inscripciones Semíticas y de la Comisión de Topografía de las Galias. Continuó sus trabajos como orientalista, a la vez que fomentaba las excavaciones en Alise-Sainte-Reine en busca de Alesia, publicando Las campañas de Julio César en las Galias en 1862, así como una reseña general sobre numismática gala en la introducción del Diccionario Arqueológico Época Céltica en 1866.

## Segunda expedición
Años antes, en octubre de 1863, volvió a viajar a Tierra Santa acompañado de un equipo científico para proseguir las excavaciones en las Tumbas de los Reyes, autorizado por el sultán turco Abdülaziz I, donde recuperó un sarcófago con la inscripción en hebreo y siríaco Tzara Malchata, que atribuyó a la reina Helena de Adiabene. Ante las quejas que las autoridades religiosas judías emitieron ante el sultán para detener la profanación de las tumbas, las excavaciones fueron finalmente suspendidas, aunque De Saulcy logró sustraer el sarcófago y otros objetos y enviarlos clandestinamente a Francia, llegando en 1864 al Museo del Louvre, donde se aloja actualmente. Estas adquisiciones propiciarían la creación de una galería de arte judío en el Museo.
Dirigió asimismo otras excavaciones en el Monte Nebo en busca de las Tablas de la Ley, y redescubrió Tyros, cerca de la actual Airaq al Amir, residencia del clan judío helenístico de los Tobías (o tobiaditas).
En los años siguientes De Saulcy redactó varias obras relativas a la historia y la civilización semítícas, como Los últimos días de Jerusalén (1866), narrando la resistencia del pueblo judío a la conquista romana; una Historia de Herodes, rey de los judíos (1877) y un Estudio cronológico de los libros de Esdras y Jeremías (1868). En 1869 realizaría un último viaje a Oriente Próximo.

## Últimos años
A su regreso a Francia, tras la guerra franco-prusiana y la abolición del Segundo Imperio, De Saulcy y su esposa siguieron fielmente a la familia real francesa al exilio en Inglaterra. Después de seis meses residiendo en Camden Place (Kent), regresaron a Francia, donde De Saulcy se vio obligado, al hallarse arruinado, a vender su biblioteca particular y su colección de monedas galas, que adquirió el Cabinet des Médailles de la Biblioteca Nacional de Francia el 5 de diciembre de 1872. La colección comprende 7.114 monedas: 950 de oro, 324 de plata y 5.840 en bronce y potín. Esta suma suponía, a finales del año 2002, el 59,8% de todas las monedas de origen galo de la Biblioteca Nacional.
En sus últimos años prosiguió sus investigaciones, publicando una Numismática de Tierra Santa y un Diccionario topográfico abreviado de Tierra Santa (1877). Asimismo, redactó un primer volumen de una Recopilación de documentos relativos a la historia de las monedas emitidas por los Reyes de Francia desde Felipe II hasta Francisco I, aunque la impresión acabó siendo suspendida. Finalmente, De Saulcy falleció de una apoplejía el 4 de noviembre de 1880.

## Obras
- Documents relatifs a l'Histoire des monnaies frappées par les rois de France depuis Philippe II jusqu'a François 1.er. - F. de Saulcy. Caen, Henry Delesques: 1888. Alojado en Gallica, biblioteca digital de la Biblioteca Nacional de Francia (en francés).

- Tomo primero
- Tomo segundo
- Tomo tercero
- Tomo cuarto

- Narrative of a Journey Round the Dead Sea, and in the Bible Lands F. de Saulcy. Londres, Richard Bentley: 1853. Volumen I (en inglés).
- Narrative of a Journey Round the Dead Sea, and in the Bible Lands F. de Saulcy. Londres, Richard Bentley: 1853. Volumen II (en inglés).